# ۱۰۰۵۱ آلبی
سیارک ۱۰۰۵۱ (به انگلیسی: 10051 Albee، نامگذاری:1987QG6) ده هزار و پنجاه و یکمین سیارک کشف شده‌است که در ۲۳ اوت ۱۹۸۷ کشف شد.
قدر مطلق سیارک برابر ۱۴٫۹۰ است.